# زبان اودمورت
زبان اودمورت (به انگلیسی: Udmurt)(به روسی: удмурт кыл, udmurt kyl) از زبان‌های اورالی رایج در کشور روسیه است که بنابر آمار حدود پانصد و پنجاه هزار گویشور در کشورهای روسیه و قزاقستان دارد.این زبان از شاخه زبان‌های پرمیک شمرده شده و با زبان کومی خویشاوندی نزدیک دارد.بر پایهٔ گزارش سایت اتنولوگ از ۷۷۰هزار اودمورتی حدود پانصد و پنجاه هزارتن دارای زبان مادری اودمورتی می‌باشند  و باقی روسی و قزاقی را به عنوان زبان اول خود حرف میزنند.زبان اودمورتی به الفبای سیریلیک نوشته می‌شود.